# Slate (magazine)
Pour les articles homonymes, voir Slate.
Slate (littéralement « ardoise » en français) est la marque commerciale de trois magazines en ligne différents, propriétés de deux sociétés distinctes.
Le premier, à l'adresse slate.com, est lancé aux États-Unis en 1996. 
Une version française du webzine, slate.fr, est également créée en 2009 par les journalistes Jean-Marie Colombani, Éric Leser et Johan Hufnagel, assistés de l'économiste Jacques Attali ; le magazine américain y est actionnaire mais de façon réduite, le contrôle est exercé par les fondateurs français. Ces deux versions francophones ont aujourd'hui pour principaux actionnaires Ariane de Rothschild (via sa société Lampsane Investissement SA) et la Financière Viveris.

## Slate.com
Le magazine, de centre-gauche, est fondé en 1996 par l'ancien rédacteur en chef de l'hebdomadaire américain The New Republic Michael Kinsley. Propriété de Microsoft, c'est alors un élément de MSN. Le 21 décembre 2004, le magazine est racheté par The Washington Post Company. Il est géré depuis le 4 juin 2008 par Slate Group, entité des publications en ligne créée par la Washington Post Company pour développer et gérer les magazines uniquement disponibles sur Internet. 
Slate, qui propose quotidiennement de nouveaux articles, couvre la politique, l'économie, la culture et le sport. Il vit des recettes publicitaires. Il est disponible gratuitement depuis 1999.
Depuis juin 2008, David Plotz en est le rédacteur en chef, en remplacement de Jacob Weisberg, dont il était le rédacteur-adjoint. Jacob Weisberg est lui devenu président et rédacteur en chef du Slate Group. 
Slate a en moyenne six millions de lecteurs, il est rentable.

## Slate.fr

### Fondateurs et actionnaires

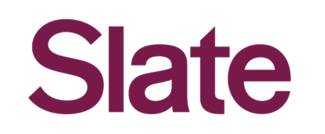
Ancien logotype de Slate, encore actuellement utilisé par l'édition française, pendant que la version américaine a dévoilé en janvier 2018 sa nouvelle identité visuelle.

Le 10 février 2009, un magazine en ligne homonyme français est lancé, fondé par Jean-Marie Colombani, ancien directeur du journal Le Monde, Éric Leser, Johan Hufnagel, et Éric Le Boucher, journalistes, et Jacques Attali. Slate Group ne possède que 15 % du capital du magazine français et ses cinq fondateurs indiquent en avoir le contrôle.
En 2009, le capital de la société E2J2, qui est l'éditeur du site internet slate.fr, est composé à 50 % par les cinq membres fondateurs, 15 % par le Washington Post et 35 % par Viveris Management (depuis la levée de fonds en juin 2009 au cours de laquelle Viveris Management a injecté 1,5 million d'euros).
En 2016, BFM Business relève que « la fine fleur de l'establishment français des affaires est [...] actionnaire du site web. [...] Le principal actionnaire (29 %) est Benjamin de Rothschild, qui a apporté l'an dernier 2,85 millions d'euros via ses holdings luxembourgeoises. Le second actionnaire (22 %) est la Financière Viveris, un fonds qui utilise la déduction de l'ISF des investissements dans les PME. Les fondateurs (Jean-Marie Colombani, Éric Lesser, Éric Le Boucher et Jacques Attali) ne détiennent plus que 25 % du capital, car ils ont été dilués au fur et à mesure des levées de fonds successives. Au total, le site a ainsi englouti plus de 10 millions d'euros depuis sa création en 2008 ». En juin 2016, Benjamin de Rothschild monte à 46,2 % du capital.
En juin 2017, Ariane et Benjamin de Rothschild prennent le contrôle de Slate à la faveur d’une augmentation de capital par l'intermédiaire de leur société Cattleya Finance. 
Ce changement d'actionnaire s'accompagne du remplacement d'Éric Leser par Marc Sillam au poste de directeur général, et de celui de Charlotte Pudlowski par Christophe Carron comme rédacteur en chef.

### Forme et contenu
Slate.fr reprend le concept, la gratuité et l'habillage de la version américaine dont il propose aussi une sélection d'articles traduits, en plus de ses propres articles. Au contraire de journaux en ligne comme Rue89 ou Bakchich, Slate.fr reste sur une formule magazine, ne proposant ni actualités, ni scoops.
En juillet 2010, le site lance une nouvelle version, avec un design et une organisation articulée autour du magazine d'une part, et d'autre part des blogs et des contributions des utilisateurs : il est désormais possible de commenter à partir de comptes extérieurs au site. Le haut de la une est restructuré, et la section « Ici et Ailleurs » réapparaît sous le nom « Lu, Vu et Entendu ».
En 2014, Jean-Marie Pottier succède à Johan Hufnagel comme rédacteur en chef ; Les Inrockuptibles le présente comme appartenant à « la première génération de journalistes web ».
Le 27 octobre 2014, Slate.fr met en ligne la version bêta de son outil de curation sociale Reader, dont l'éditorial est assuré par les journalistes Nora Bouazzouni et Mélissa Bounoua. Le projet est financé à 60 % par le fonds Google pour l'innovation. L'objectif du site est de proposer à l'utilisateur une sélection du « meilleur de l'Internet » constitué d'articles, de tweets, photos ou vidéos. « La rédaction ne publie que ce qu’elle estime nécessaire ou indispensable, sans souci d’exhaustivité ».
En 2016, Charlotte Pudlowski devient rédactrice en chef. Elle lance le premier podcasts de Slate.fr, Transfert. Elle quitte le site un an plus tard pour fonder son propre studio de podcasts, Louie Media, qui produira Transfert pour Slate jusqu'en mars 2020. Transfert est désormais produit en interne par la rédaction de Slate.fr.

### Audience et pertes
D'après BFM Business, les résultats nets annuels du site français, qui n'emploie que 12 personnes au départ en 2009 puis 7 ensuite sont en baisse continue depuis la création du site en 2009 et d'après Libération, ils ont été déficitaires au moins au cours des huit premières années.
Parmi les fondateurs, Jean-Marie Colombani, ancien directeur du journal, devenu directeur de la publication de Slate qui annonce en 2016 passer à un modèle semi-payant, l'audience étant tombée à seulement 300 000 visites par jour. Au moment du lancement, l'audience était passée de 0,33 million de visiteurs uniques en 2009 à 1,26 en 2015, avec un pic à 1,46 en 2014.
Éric Leser, Johan Hufnagel, Éric Le Boucher, autres ex-journalistes travaillant jusqu'en 2009 pour Le Monde, sont les autres fondateurs, avec Jacques Attali.
En 2009, au cours du premier exercice, d'une durée de quinze mois d'octobre 2008 à décembre 2009, les pertes du site s'élèvent à 930 000 euros pour un chiffre d'affaires de 380 000 euros, perçu à partir de septembre 2009.
La version française slate.fr n'a jamais été bénéficiaire, écrit Jérôme Lefilliâtre dans Libération en 2017.
Les comptes ont depuis tendu à l'équilibre, malgré des difficultés conjoncturelles concernant notamment le site consacré à l'Afrique créé en 2011 (voir section suivante). 
Pour essayer d'atteindre l'équilibre financier, Slate.fr passe en 2017 à une équipe de 7 personnes au lieu de 12, et compte s'appuyer plus sur ses pigistes.
En 2024, Slate.fr n'est toujours pas rentable. Il est confronté, comme plusieurs de ses concurrents, à une baisse du chiffre d’affaires publicitaire et de ses audiences. Son actionnaire majoritaire à 93 %, Cattleya Finance, la holding luxembourgeoise d’Ariane de Rothschild, décide « de cesser d’alimenter son déficit permanent » et annonce vouloir revendre ses parts. Le média en ligne prévoit une « restructuration drastique ».

## SlateAfrique.com
Le 10 février 2011, Slate.fr lance le site SlateAfrique.com après plusieurs semaines de version bêta. Le site traite de l'actualité et de la diaspora africaine ; il diffuse le talk-show Le Claudy Show. Son siège se trouve à Paris,.